# Elena Keldibekova
Elena Keldebikova (ur. 23 czerwca 1974 w Ałmaty, Kazachstan) – peruwiańska siatkarka, reprezentantka kraju, grająca na pozycji rozgrywającej.

## Przebieg kariery
| 1996–2003 | Club de Regatas Lima      |
| 2003–2006 | TV Fischbek Hamburg       |
| 2006–2010 | Club de Regatas Lima      |
| 2010–2011 | Lokomotiv Baku            |
| 2011–2012 | Time Volley Matera        |
| 2012–2013 | Club de Regatas Lima      |
| 2018–     | Circolo Sportivo Italiano |

## Sukcesy klubowe
Mistrzostwo Peru:
- 1997, 1998, 2003, 2007
- 2008, 2010, 2019
- 2021

Puchar Challenge:
- 2011

## Sukcesy reprezentacyjne
Mistrzostwa Ameryki Południowej:
- 2005
- 2009, 2011

Puchar Panamerykański:
- 2010

## Nagrody indywidualne
- 2010: Najlepsza rozgrywająca Pucharu Panamerykańskiego
- 2011: Najlepsza rozgrywająca Volley Masters Montreux
- 2011: Najlepsza rozgrywająca Pucharu Panamerykańskiego
- 2011: Najlepsza rozgrywająca Mistrzostw Ameryki Południowej
- 2012: Najlepsza rozgrywająca Pucharu Panamerykańskiego